# José Luis Olaizola Sarriá
José Luis Olaizola Sarriá   (Sant Sebastià, 25 de desembre de 1927 - Boadilla del Monte, 2 de juny de 2025) va ser un escriptor i guionista de cinema espanyol. Va exercir l'advocacia, que va abandonar més tard per dedicar-se a escriure. Va guanyar el premi Planeta de 1983 per la seva novel·la La guerra del general Escobar, que narra la història d'un general condemnat a mort per romandre fidel al Govern de la República durant la Guerra Civil espanyola. El llibre està basat en la història real del general Antonio Escobar.

## Biografia
Va néixer a Sant Sebastià en 1927. És llicenciat en Dret. Actualment conrea la literatura i el cinema. Ha obtingut valuosos guardons, entre ells el Premi Planeta 1983. Besnet d'un patró de pesca, ell mateix, seguint la tradició familiar, va ser remero en la seva joventut i va participar en campionats de bateles a Espanya. Va estudiar Dret i va exercir com advocat durant quinze anys, professió que va abandonar per dedicar-se a la literatura.
Va publicar prop de setanta llibres de diversos gèneres (conreant especialment la novel·la, el assaig històric i la literatura infantil), dels quals ha venut uns dos milions d'exemplars. Després de guanyar el Premi Planeta en 1983, fou processat en 1984 sota l'acusació d'haver plagiat el llibre del guió cinematogràfic Deber de Pedro Massip Uríos, qui fins i tot aconseguí que en gener de 1985 se suspengués la venda del llibre. Finalment, en juny de 1985 Massip arribà a un acord amb Editorial Planeta i retirà la demanda, de manera que el jutge va sobreseure el cas.
Va ser president de l'ONG Somos Uno, dedicada a la lluita contra la prostitució infantil a Tailàndia. Membre supernumerari de l'Opus Dei, va ser pare de nou fills. Vivia a Boadilla del Monte .

## Premis
- Premi Ateneo de Sevilla (1976) per Planicio (en el mateix certamen quedà segona la seva novel·la Lolo).
- Premi Barco de Vapor (1982) per Cucho.
- Premi Planeta (1983) per La guerra del general Escobar.[9]
- Grand Prix de la Academie des Lecteurs (París, 1988) per Cucho.
- Prix Littéraire de Bourran (Bordeus, 1992) per El cazador urbano.
- Premi de premsa
- Premi Bravo
- Premi Troa (2012) "Libros con valores" per La niña del arrozal
- L'ajuntament de Boadilla del Monte ha donat el seu nom al Premi de Relat Breu que convoca amb caràcter anual, junt amb el Premi de Poesia Carmen de Silva i Beatriz Villacañas i el de Joves Valors de la Comunitat de Madrid.

## Obra

### Literatura
- Soy pastero, 1979
- Cucho, 1982
- La guerra del general Escobar, 1983, Barcelona, Planeta.
- Bibiana y su mundo , 1985, Barcelona, Barco de vapor.
- La paloma azul, 1987, Barcelona, Planeta.
- Hernán Cortés, crónica de un imposible, 1990, Barcelona, Planeta.
- La puerta de la esperanza (escrit amb Juan Antonio Vallejo-Nágera), 1990, Barcelona, Planeta.
- La Flaca y el Gordo, 1994, Madrid, Ediciones SM.
- El valle del silencio, 1995.
- El cazador urbano, 1997, Madrid, Bruño.
- La sombra del castillo, 3ª edición 1997, Madrid, Ediciones Palabra.
- El vendedor de noticias, 1997 Barcelona, Planeta
- Diario de un cura urbano, 1998, Barcelona, Planeta
- Bartolomé de Las Casas, crónica de un sueño, 2000, Barcelona, Planeta.
- El caballero del Cid, 2000, Barcelona, Planeta.
- Guía de curas con encanto, 2000, Madrid, Ediciones Palabra.
- Juan XXIII: una vocación frustrada, 2001, Madrid, Temas de Hoy.
- El amante vicario, 2001, Barcelona, Planeta.
- La leyenda de Boni Martin, 2001, Madrid, Anaya.
- El secreto de Gabriela, 2001, Madrid, Anaya.
- Juan Sebastián Elcano. La mayor travesía de la Historia, 2002, Barcelona, Planeta.
- Corre, Benito, corre[Enllaç no actiu], 2ª edición 2002, Madrid, Ediciones Palabra.
- La sombra del castillo, 3a edició 2006, Madrid, Ediciones Palabra.
- Juana la Loca, 2007, Barcelona, Planeta.
- Las islas de la felicidad, 2007, Barcelona, Planeta.
- El camino de las estrellas, 2007, Madrid, Ediciones Palabra.
- Un mercedes para Macario, 2009.
- Hermenegildo, príncipe y martir, 2010 Madrid, Ediciones Palabra.
- Y comieron perdices... O sea, es posible ser feliz, 2011, Madrid, Rialp.
- La niña del arrozal, Ediciones Martínez Roca, 2011
- Volverá a reír la primavera, Martinez Roca, 2012
- El jardín de los tilos, Martínez Roca, 2013
- El anarquista indómito. La leyenda del ángel rojo. Madrid, 2017. Editorial Libros Libres.

### Cinema

#### Filmografia com a director
- Palmira (1981)

#### Filmografia com a guionista
- Palmira (1981) de José Luis Olaizola
- Dos mejor que uno (1984) d'Ángel Llorente
- Maten al Luis (2008) de Camilo Aranguiz